# Classe CB (sous-marin de poche)
La classe CB était une classe de sous-marin de poche utilisés par la Regia Marina (marine italienne) pendant la Seconde Guerre mondiale. Cependant, ils ont également été utilisés par plusieurs autres marines, qui ont été engagées en Méditerranée et en mer Noire.

## Construction et spécifications
Les sous-marins ont été conçus et construits par Caproni à Milan. Ils ont été utilisés comme unités de défense côtière, ce qui constitue une amélioration significative de la précédente classe CA. Chaque unité avait un déplacement standard (en surface) de 35,4 tonnes et un déplacement immergé de 44,3 tonnes. Ils mesuraient 15 mètres de long, avaient une largeur de 3 mètres et un tirant d'eau de 2,05 mètres. La centrale électrique se composait d'un moteur diesel Isotta Fraschini et d'un moteur électrique Brown Boveri, tous deux générant un total de 130 ch sur un seul arbre, ce qui donne une vitesse maximale en surface de 7,5 nœuds et une vitesse maximale en immersion de 7 nœuds. Chaque bateau était armé de deux torpilles de 450 mm montées à l'extérieur, chaque tube pouvant être rechargé sans avoir à sortir le bateau de l'eau. Les deux torpilles pouvaient également être remplacées par deux mines. Chaque bateau avait un équipage de quatre personnes, aidées dans la navigation par une petite tour de contrôle: le kiosque[,.

## Service
Soixante-douze bateaux ont été commandés à Caproni, mais seulement 22 ont été mis à l'eau. Douze bateaux ont été achevés avant l'Armistice et neuf après,.

### Mer Noire

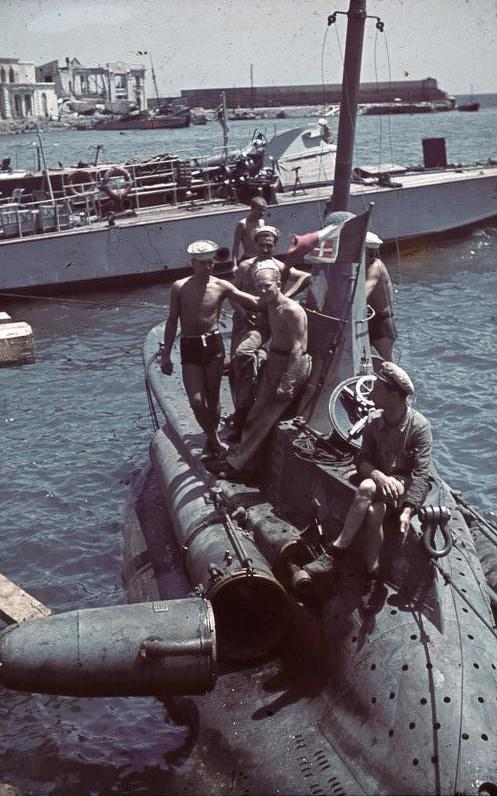
Des marins italiens au sommet d'un sous-marin de classe CB en Crimée.

Les six premiers bateaux, achevés en 1941, ont été transférés en mer Noire par voie ferrée, après que l'Allemagne nazie ait demandé le soutien de la marine italienne sur le front de l'Est. Ils sont partis le 25 avril 1942 et ont atteint le port roumain de Constanța le 2 mai. Ils ont formé la 1re Squadriglia Sommergibili CB, sous le commandement général de Francesco Mimbelli. Ils ont combattu contre la flotte soviétique de la mer Noire, le sous-marin de poche CB-5 ayant été coulé à Yalta en juin 1942, soit par un avion soviétique, soit par un torpilleur. Fin 1942, les cinq sous-marins restants ont été remis en état sur le chantier naval Constanța (Șantierul Naval Constanța) en Roumanie. Le 26 août 1943, le sous-marin CB-4 a torpillé et coulé le sous-marin soviétique de classe Shchuka Shch-203,,,.

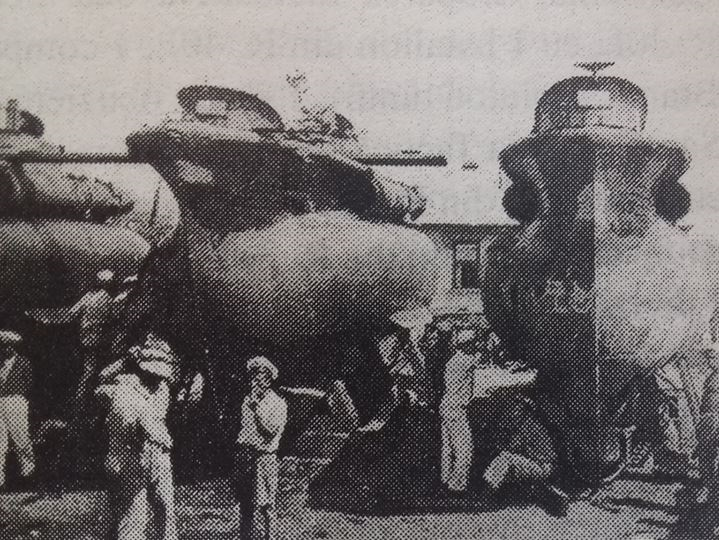
Les sous-marins de la mer Noire sous contrôle roumain, fin 1943

Après l'armistice allié avec l'Italie en septembre 1943, les cinq sous-marins de la mer Noire (CB-1, CB-2, CB-3, CB-4 et CB-6) sont transférés à la Marine royale roumaine. Ils ont tous été sabordés en mer Noire en août 1944, après le coup d'État du roi Michel,,,,.
Quatre des sous-marins de la mer Noire (CB-1, CB-2, CB-3 et CB-4) sont capturés par les forces soviétiques en août 1944 et mis en service le 20 octobre sous les noms de TM-4, TM-5, TM-6 et TM-7. Ils ont été désactivés le 16 février 1945, puis mis au rebut
.

### Méditerranée
Les six premiers bateaux sont employés sans succès comme chasseurs de sous-marins près de Naples et de Salerne, avant d'être transférés en mer Noire au début de 1942. La deuxième escadre (CB-7, CB-8, CB-9, CB-10, CB-11, CB-12) est achevée juste avant l'armistice, en août 1943. Tous, sauf le CB-7 (plus tard cannibalisé pour les pièces de rechange), ont fait défection aux Alliés. Les CB-13, CB-14, CB-15 et CB-16 sont capturés par les Allemands, mais tous, sauf le CB-16, sont détruits par les attaques aériennes alliées. Le CB-16 est affecté à la 10e flottille de la Marina Nazionale Repubblicana, la marine de la République sociale italienne (RSI), mais son équipage se mutine et rend le bateau aux Britanniques. Le dernier escadron à avoir été complété a effectué des missions de patrouille et a débarqué des saboteurs. Le CB-17 est coulé lors d'une attaque aérienne, le CB-18 est sabordé par son propre équipage, le CB-19 est remis aux Alliés, le CB-20 est capturé par les partisans yougoslaves, le CB-21 est accidentellement éperonné par une péniche de débarquement allemande et le CB-22 est soit coulé lors d'une attaque aérienne, soit sabordé par son propre équipage.

## Liste des sous-marins
| Sous-marin | Mise en service | Destin |
| ---------- | --------------- | --- |
| CB-1       | 27 janvier 1941 | Transféré en Mer Noire. Remis à la Roumanie après septembre 1943. Sabordé en août 1944, renfloué par l'USSR et mis en service comme TM-4, démoli en 1945 |
| CB-2       | 27 janvier 1941 | Transféré en Mer Noire. Remis à la Roumanie après septembre 1943. Sabordé en août 1944, renfloué par l'USSR et mis en service comme TM-5, démoli en 1945 |
| CB-3       | 10 mai 1941     | Transféré en Mer Noire. Remis à la Roumanie après septembre 1943. Sabordé en août 1944, renfloué par l'USSR et mis en service comme TM-6, démoli en 1945 |
| CB-4       | 10 mai 1941     | Transféré en Mer Noire. Remis à la Roumanie après septembre 1943. Sabordé en août 1944, renfloué par l'USSR et mis en service comme TM-7, démoli en 1945 |
| CB-5       | 10 mai 1941     | Transféré en Mer Noire, coulé par l'aviation soviétique ou par un torpilleur près de Yalta, 13 juin 1942 |
| CB-6       | 10 mai 1941     | Transféré en Mer Noire. Remis à la Roumanie après septembre 1943. Échoué en août 1944 |
| CB-7       | 1er août 1943   | Capturé par l'Allemagne en à Pola en septembre 1943. Cannibalisé pour pièces détachées. |
| CB-8       | 1er août 1943   | Se rend aux britanniques en 1943, démoli en 1948. |
| CB-9       | 1er août 1943   | Se rend aux britanniques en 1943, démoli en 1948. |
| CB-10      | 1er août 1943   | Se rend aux britanniques en 1943, démoli en 1948. |
| CB-11      | 24 août 1943    | Se rend aux britanniques en 1943, démoli en 1948. |
| CB-12      | 24 août 1943    | Se rend aux britanniques en 1943, démoli en 1948. |
| CB-13      | Fin 1943        | Capturé par l'Allemagne en 1943. Transféré à la République sociale italienne, coulé par l'aviation alliée le 23 mars 1945. |
| CB-14      | Fin 1943        | Capturé par l'Allemagne en 1943. Transféré à la République sociale italienne, coulé durant un raid aérien. |
| CB-15      | Fin 1943        | Capturé par l'Allemagne en 1943. Transféré à la République sociale italienne, coulé durant un raid aérien. |
| CB-16      | Fin 1943        | Capturé par l'Allemagne en 1943. Transféré à la République sociale italienne, coulé durant un raid aérien. |
| CB-17      | Fin 1943        | Capturé par l'Allemagne en 1943. Transféré à la République sociale italienne, coulé par l'aviation alliée le 3 avril 1945. |
| CB-18      | Fin 1943        | Capturé par l'Allemagne en 1943. Transféré à la République sociale italienne, coulé le 31 mars 1945. |
| CB-19      | Fin 1943        | Capturé par l'Allemagne en 1943. Transféré à la République sociale italienne, démoli en 1947. |
| CB-20      | Fin 1943        | Capturé par l'Allemagne en 1943. Transféré à la République sociale italienne. Capturé par des partisans yougoslaves à Pula à la fin de la guerre. En service actif dans la marine militaire yougoslave de 1950 à 1957, comme P-901. Donné au Musée technique de Zagreb en 1959. |
| CB-21      | Fin 1943        | Capturé par l'Allemagne en 1943. Transféré à la République sociale italienne, éperonné et coulé par un Marinefährprahm (barque de débarquement allemande) dans l' Adriatique le 29 avril 1945.                                                                                  |
| CB-22      |                 | Capturé par l'Allemagne en 1943, coulé par un raid aérien ou sabordé. Épave récupérée et conservée à Trieste. |